# Onechte landkaartschildpad
De onechte landkaartschildpad of zaagrugschildpad (Graptemys pseudogeographica) is een schildpad uit de familie moerasschildpadden (Emydidae).

## Algemeen
De Nederlandstalige naam verwijst naar de landkaartschildpad (Graptemys geographica), waar deze soort op lijkt. Ook de wetenschappelijke naam refereert hieraan; pseudo betekent niet echt, geographica betekent kaart. Er zijn twee ondersoorten, de 'normale' zaagrug (G. p. pseudogeographica) en de Mississippizaagrug (G. p. kohnii), waarvan de laatste het bekendst is omdat deze ondersoort massaal is geëxporteerd als huisdier. Naast de roodwangschildpad (Trachemys scripta elegans) is het de populairste soort, beide komen oorspronkelijk alleen voor in de Verenigde Staten maar zijn over de gehele wereld verspreid geraakt.

## Uiterlijke kenmerken
De onechte landkaartschildpad is groen tot groenbruin van kleur, en heeft op de hoornplaten aan de rand van het schild een tekening van oranje tot gele ringen, vooral de jonge exemplaren. Het schild is vrij rond en plat en heeft scherpe gekartelde randen die de indruk van een blad geven. De huid heeft een zeer sterk afstekende, gele streepachtige landkaarttekening. Ook deze tekening vervaagt met de jaren en de huid wordt donkerder tot zwart, achter ieder oog zit een gele dwarsstreep die ook bij oudere dieren zichtbaar blijft. Andere vlekken op de kop ontbreken, vaak in tegenstelling tot gelijkende soorten, typisch is de gele ring rond de pupil. Een jonge zaagrug heeft een kenmerkende, zaag-achtige kam op de bovenzijde van het schild van naar achteren wijzende, tandachtige vergroeiingen. De tanden zijn zwart gekleurd terwijl de rest van het schild groen is en steken dus duidelijk af. Bij oudere dieren vlakken de tanden per vervelling af, na enkele jaren zijn alleen nog vage, puntachtige bobbels te zien met nog wel een zwarte punt. De maximale schildlengte is ongeveer 25 centimeter, mannetjes blijven echter aanzienlijk kleiner en blijven rond de 15 centimeter.

## Levenswijze
Zoals bijna alle moerasschildpadden wordt al te snel stromend water vermeden en ook diepe wateren zijn geen geschikt biotoop, al moet de schildpad wel onder kunnen duiken bij gevaar. De voorkeur gaat uit naar open moerassen en vennen, rivierarmen en andere stilstaande of traag stromende wateren. Vereist zijn een modderbodem waar prooidieren in leven en boven het water hangende takken of een langzaam aflopende waterkant om te kunnen zonnen. De onechte landkaartschildpad is dol op zonnebaden en wordt vaak in groepen aangetroffen. De soort is bijzonder schuw en bij het minste of geringste duiken de dieren massaal het water in waar ze zich lange tijd verschuilen. De schildpad is een omnivoor en leeft zowel van dieren als van plantaardig materiaal. Voorbeelden van prooidieren die worden gegeten zijn kleine kreeftachtigen, visjes, weekdieren en aas. Planten die worden gegeten behoren onder andere tot de volgende geslachten; Cabomba, Ceratophyllum, Lemna, Potamogeton en Vallisneria.

## Taxonomie
De onechte landkaartschildpad werd voor het eerst wetenschappelijk beschreven door John Edward Gray in 1831. Oorspronkelijk werd de wetenschappelijke naam Emys pseudogeographica gebruikt. Later is de soort aan andere geslachten toegewezen, zoals Graptemys en Malacoclemmys.
Er worden twee ondersoorten erkend; de nominale ondersoort is Graptemys pseudogeographica pseudogeographica en de andere ondersoort is Graptemys pseudogeographica kohnii, deze laatste soort wordt de mississippizaagrugschildpad genoemd.